# 야치호촌 (나가노현 미나미사쿠군)
야치호촌(八千穂村)은 나가노현 미나미사쿠군에 있던 촌이다. 2005년 3월 20일에 인접한 사쿠정과 합병해 사쿠호정이 되었다.

## 지리
마을 중앙을 지쿠마강이 합류하고 있다.

## 역사
- 1956년 9월 30일 - 하타야촌, 호즈미촌과 합병해 성립하였다.
- 1958년 3월 25일 - 고우미정의 일부를 편입하였다.
- 2005년 3월 20일 - 인접한 사쿠정과 합병해 새로운 자치단체명은 양 정촌의 글자를 따서 사쿠호정이 되었다.

합병 때 주민투표에서 약간의 반대가 있었지만 촌장이 "설명이 부족했다"고 유선방송으로 내보내자 설명회를 열고 재투표를 실시했다.결과, 이번에는 약간 찬성이 웃돌아 사사키 사다오 촌장(후 사쿠호 정장)은 합병을 결의시켰다. 다만 이 재투표는 합병 찬성표가 많았던 구 사쿠정에서는 실시되지 않고, 구 야치호촌에서만 행해졌다.즉 구 야치호촌에서 합병 찬성이 앞설 때까지 여러 차례 재투표한 것이 아닌가 추측되며, 이는 민주주의의 근본적인 생각으로 보면 의문이 남는다. 또 나가노 현청도 이 같은 사실의 호소를 받으면서 아무런 대책을 강구하지 않았다.

## 교통

### 철도
- 동일본 여객철도 고우미 선

### 도로
- 국도 141호선
- 국도 299호선